# Catering

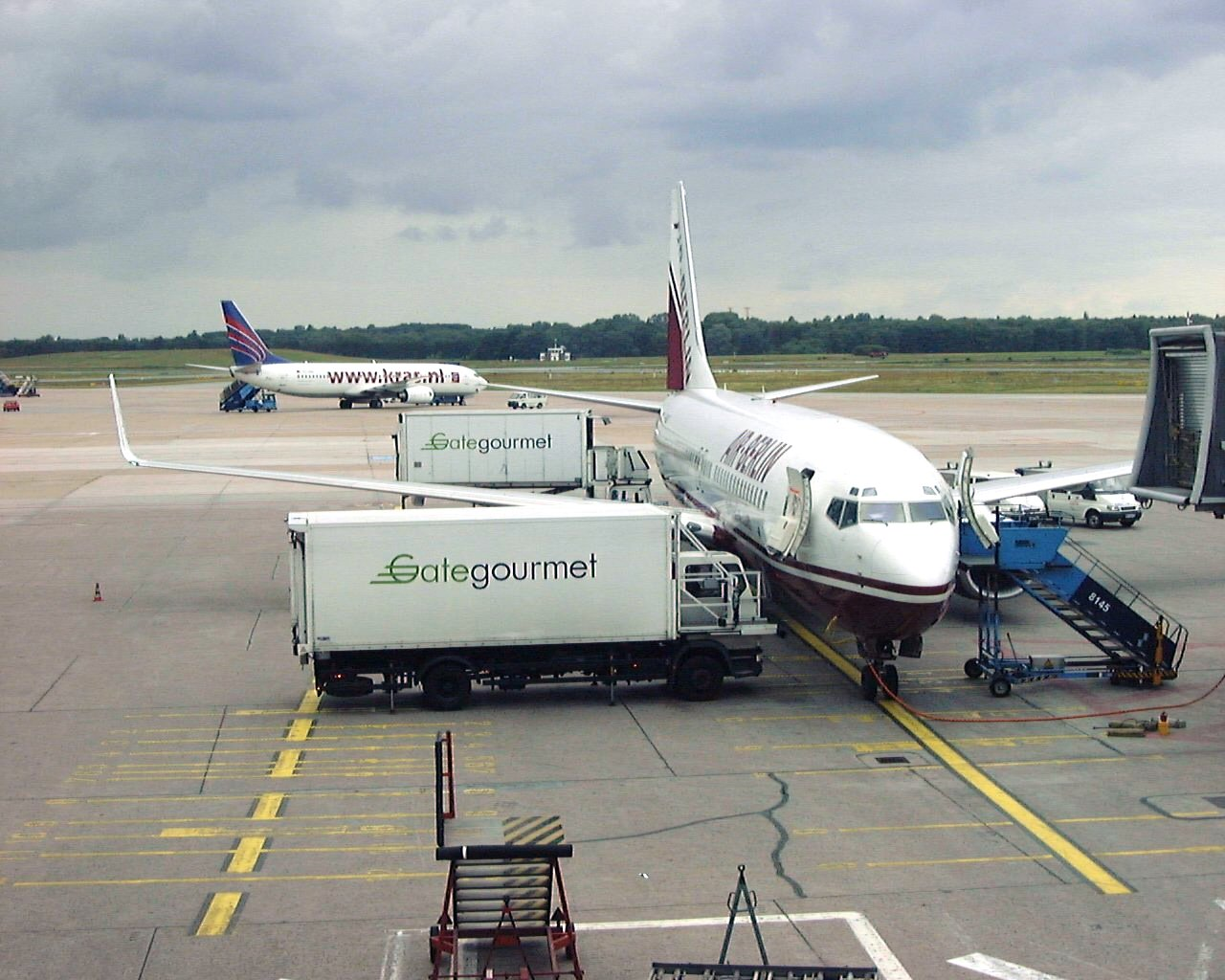
Catering wordt aangeleverd bij een Boeing 737-800 van Air Berlin in Hamburg

Catering (maaltijdverzorging, maaltijdvoorziening of levering van maaltijden) is een term uit de Engelse taal die wordt gebruikt voor het verzorgen van eten en drinken voor bedrijven (in bedrijfsrestaurants), evenementen of feesten. Veelal wordt het voedsel door hierin gespecialiseerde bedrijven ("cateraars") bereid in grootkeukens, al dan niet op een centrale locatie.
De Engelse term to cater for betekent zoveel als: "voorzien", "leveren aan", "zorgen voor".

## Contractcatering
Contractcatering betreft het bekomen van een vergunning tot uitbating van een kleinschalige of grootschalige voedselvoorziening. De dit kan een plaatselijk of regionaal werkend bedrijf zijn, maar vaak zijn het grote landelijk opererende bedrijven die op contractbasis catering verzorgen. In Nederland  werkten in 2010 ca. 20.000 mensen in deze sector en was de omzet €1,09  miljard groot.
Er zijn verschillende vormen contractcatering te onderscheiden. De meeste bedrijven zijn actief in verschillende categorieën.
- Bedrijfscatering, veruit de grootste sector.
- Institutionele catering, zoals ziekenhuizen en gevangenissen. Kenmerkend is dat alle drie dagelijkse maaltijden door de cateraar worden verzorgd.
- Schoolcatering
- Inflight catering aan boord van vliegtuigen, als onderdeel van de grondafhandeling.

De contractcatering profiteert van het feit dat veel bedrijven zich zo veel mogelijk beperken tot hun kernactiviteiten, waarbij activiteiten die niet direct met de hoofdzaak te maken hebben worden afgestoten. De gedachte hierachter is dat gespecialiseerde bedrijven dit goedkoper of efficiënter kunnen, door grootschalige inkoop of het centraal bereiden van warme maaltijden. Volgens sommigen kan dit soms ten koste gaan van smaak, algemene dienstverlening of andere kwaliteitscriteria.

### Contractvormen in de catering
- Het open-boeksysteem

Bij dit systeem wordt eerst een uitgebreide begroting gemaakt. Het gat in de begroting wordt door de opdrachtgever gedicht. Dit gat kan groter en kleiner worden. Groter bijvoorbeeld bij een onverwachte groei van het aantal mensen dat komt lunchen, kleiner wanneer het restaurant minder frequent wordt bezocht of wanneer er meer luxe producten worden verkocht. De rekening voor de opdrachtgever varieert.
- Aanneemsom

Hierbij wordt dezelfde begroting gemaakt. De cateraar neemt daarbij het risico van het eventueel uitlopen van de kosten wanneer het bezoekersaantal groter is dan gepland of heeft kans op extra winst wanneer het bezoekersaantal kleiner uitvalt. Meestal wordt er wel een bandbreedte (aantal bezoekers) aangegeven waarbij het contract wordt aangepast.
- Resultaat contract

Een vorm van bonus-malussysteem, waarbij de meevallers door de cateraar en de opdrachtgever worden gedeeld. Hier zijn incentives ingebouwd.
- De commerciële catering

Voor een gegeven locatie wordt aangegeven hoeveel mensen er komen eten. De opdrachtgever krijgt huur voor de locatie en kan eisen stellen aan assortiment en prijs. Het geheel is dus voor risico van de cateraar, die als het ware zelfstandig een restaurant in het bedrijf heeft.
Op deze contractvormen zijn natuurlijk varianten mogelijk of kunnen ze worden gecombineerd.

## Partycatering
Er bestaat ook het zogenaamde party- en evenementencatering, op eigen of willekeurige locaties. Daarnaast zijn de institutionele cateraars en verschillende horecabedrijven op deze markt actief. De grootte van de markt is 340 miljoen euro. De volgende categorieën zijn te onderscheiden (categorieën kunnen elkaar overlappen):
- Publiekscatering (festivals, voetbalstadions)
- VIP-catering (skyboxen in stadions of bij sportevenementen, staatsbanketten)
- Catering op eigen locaties (zoals kastelen of dinershows)
- Catering op willekeurige locaties (vrijwel alle locaties zijn om te bouwen tot een feestruimte of restaurant)

Met name door de catering op willekeurige locaties is dit een bedrijfstak waar logistiek een belangrijke rol speelt. Dit brengt een grote overhead (magazijnen, centrale keukens, transportkosten) met zich mee, waardoor opdrachtgevers geneigd zijn te kiezen voor thuisrestaurants, kookstudio’s, traiteurs, slagers en vishandels. Dan verzorgt de cateraar het eten (en eventueel de drank) maar moet de gastheer zelf nog veel doen. Een trend is dat de partycateraar zich als evenementbrede organisator opwerpt.

## Overige soorten catering
Er zijn ook niches in de cateringmarkt die niet geheel in bovenstaande categorieën vallen.
- Cast-, crew- en artiestencatering, algemener omschreven als "Backstage catering", d.w.z. het niet zichtbare gedeelte voor de bezoeker. 
Het voorzien van eten en drinken aan de medewerkers van een concert, filmopnames of evenement al dan niet aan de hand van een rider waarin de diëten, eisen en wensen zijn opgenomen.
- Actiecatering waarbij de cateraar een specifieke commerciële of charitatieve actie ondersteunt.

## Trivia
Tomatensap heeft een enorme populariteit verworven onder vliegtuigpassagiers. De vliegtuigmaatschappij Lufthansa bijvoorbeeld schonk meer dan 1,7 miljoen liter tomatensap in 2008, een half miljoen liter meer dan bier. Uit onderzoek bleek dat door de verandering in luchtdruk ook de smaaksensaties veranderen, waardoor de smaak van zout, suiker en specerijen in de tomatensap minder sterk is dan wanneer deze op de grond wordt genuttigd.